# Girls on the Side
Girls on the Side is de achtentwintigste aflevering van het vijfde seizoen van het tienerdrama Beverly Hills, 90210, die voor het eerst werd uitgezonden op 3 mei 1995.

## Verhaal
Ray is weer terug in Los Angeles en gaat weer optreden in de After Dark. Donna en LuAnn zijn dolgelukkig hem weer te zien. Ray nodigt zijn moeder uit om te komen kijken als hij weer gaat optreden in de club.
Ondertussen krijgt Kelly een pakketje binnen, het blijkt het blad Seventeen te zijn met Kelly als omslagmodel. Ze schrikt hiervan want nu wordt ze geconfronteerd met hou ze eruitzag voor de brand (ze denkt dat ze nu er verminkt uitziet). Iedereen is lyrisch hierover en Kelly wil het liever vergeten.
Jesse krijgt een telefoontje van zijn sollicitatie, hij is aangenomen en als hij het aanneemt dan moeten ze verhuizen naar Boise. Jesse is enthousiast maar Andrea zit dit helemaal niet zitten omdat zij daar niets heeft zoals volgen van een medische opleiding. Andrea wil Jesse niet teleurstellen en zegt dat ze zullen gaan, maar Jesse merkt dat ze niet staat te springen en besluit het af te zeggen tot grote vreugde van Andrea.
Als de eerste avond voor Ray begint dan zit zijn moeder stevig te drinken aan de bar en is al behoorlijk dronken. Ray geneert zich hiervoor en laat haar naar huis brengen door David en Clare. In haar dronken gelal vertelt ze wat er gebeurd is tussen Ray en Valerie. Dit schokt hun maar na overleg besluiten ze dit niet te vertellen aan Donna. Ze confronteren Ray en Valerie hier wel mee en beloven hen goed in de gaten te houden.
Kelly komt in de stad Dana tegen (de vriendin van Allison) en wil haar begroeten. Maar ze krijgt kortaf antwoord en Dana loopt weg, Kelly verbaasd achterlatend. Kelly besluit Allison op te zoeken in het brandwondencentrum, maar als ze daar aankomt krijgt ze te horen dat ze haar niet wil ontvangen. Kelly is nu helemaal verbaasd en besluit Dana op te gaan zoeken. Dana is niet thuis maar wel haar vriendin Kate, die vertelt haar dat Allison Dana heeft gedumpt omdat ze verliefd is op Kelly.

## Rolverdeling
- Jason Priestley - Brandon Walsh
- Jennie Garth - Kelly Taylor
- Ian Ziering - Steve Sanders
- Gabrielle Carteris - Andrea Zuckerman
- Luke Perry - Dylan McKay
- Brian Austin Green - David Silver
- Tori Spelling - Donna Martin
- Tiffani Thiessen - Valerie Malone
- Carol Potter - Cindy Walsh
- James Eckhouse - Jim Walsh
- Mark D. Espinoza - Jesse Vasquez
- Joe E. Tata - Nat Bussichio
- Kathleen Robertson - Clare Arnold
- Jamie Walters - Ray Pruit
- Ann Gillespie - Jackie Taylor
- Caroline McWilliams - LuAnn Pruit
- Jeffrey King - Charley Rawlins
- Sara Melson - Allison Lash
- Kristine Mejia - Dana